# Бледзев
Бледзев (пол. Bledzew, нім. Blesen) — село в Польщі, у гміні Бледзев Мендзижецького повіту Любуського воєводства.
Населення — 1139 осіб (2011).
У 1975-1998 роках село належало до Гожовського воєводства.

## Демографія
Демографічна структура станом на 31 березня 2011 року:
|          | Загалом | Допрацездатний вік | Працездатний вік | Постпрацездатний вік |
| -------- | ------- | ------------------ | ---------------- | -------------------- |
| Чоловіки | 537     | 91                 | 383              | 63                   |
| Жінки    | 602     | 108                | 358              | 136                  |
| Разом    | 1139    | 199                | 741              | 199                  |